# Euphorbia razafinjohanyi
Euphorbia razafinjohanyi är en törelväxtart som beskrevs av Eugène Ursch och Jacques Désiré Leandri. Euphorbia razafinjohanyi ingår i släktet törlar, och familjen törelväxter. IUCN kategoriserar arten globalt som otillräckligt studerad. Inga underarter finns listade i Catalogue of Life.